# Śniadanie ze Scotem
Śniadanie ze Scotem (tytuł oryg. Breakfast with Scot) – kanadyjski film komediowy z 2007 roku, napisany przez Seana Reycrafta oraz wyreżyserowany przez Lauriego Lynda. Reycraft oparł swój scenariusz na prozie Michaela Downinga z 2001.

## Opis fabuły
Eric McNally jest byłym profesjonalnym hokeistą, a obecnie telewizyjnym dziennikarzem sportowym. Mężczyzna jest spełniony nie tylko zawodowo, ale też emocjonalnie; mieszka bowiem ze swoim partnerem Samem, który jest prawnikiem współpracującym ze sportowcami. Gdy Sam nieoczekiwanie staje się prawnym opiekunem pasierba swojego brata, niesfornego Scota, ustabilizowane życie homoseksualnej pary przewraca się do góry nogami. Niemyślący dotąd o rodzicielstwie Eric podchodzi do chłopca z dystansem, lecz ten mija, gdy Scot uczy byłego hokeistę, czym jest akceptacja i miłość do samego siebie.

## Obsada
- Tom Cavanagh − Eric McNally
- Ben Shenkman − Sam
- Noah Bernett − Scot
- Shauna MacDonald − Joan
- Graham Greene − Bud Wilson
- Dylan Everett − Ryan Burlington
- Colin Cunningham − Billy
- Anna Silk − Mia
- Robin Brûlé − panna Paul
- Cameron Ansell − Finn O'Brien
- Fiona Reid − Mildred Monterossos

## Realizacja i wydanie filmu
Film powstawał w latach 2006–2007 w Hamilton oraz Toronto w prowincji Ontario, budżetem trzech i pół miliona dolarów kanadyjskich.
Światowa premiera filmu nastąpiła podczas Międzynarodowego Festiwalu Filmowego w Toronto wrześniem 2007 roku. Na jesieni projekt prezentowany był na innych kanadyjskich festiwalach, a z premierą kinową w rodzimym kraju spotkał się 16 listopada 2007.
Dystrybucja kinowa Śniadania ze Scotem była ograniczona i obejmowała tylko trzy kraje − poza Kanadą, Stany Zjednoczone i Polskę. W Polsce, niespodziewanie, film ukazał się ponad trzy lata po swej generalnej premierze, 3 grudnia 2010, dystrybuowany przez Tongariro Releasing.
Obraz okazał się przebojem festiwali filmowych (głównie tych o tematyce LGBT) dookoła świata. Zaprezentowany został podczas następujących festiwali:
- Vancouver International Film Festival (2007, Kanada);
- Edmonton International Film Festival (2007, Kanada);
- Palm Springs International Film Festival (2008, Stany Zjednoczone);
- European Film Market (2008, Niemcy);
- London Lesbian and Gay Film Festival (2008, Wielka Brytania);
- Okanagan Film Festival (2008, Kanada);
- Seattle International Film Festival (2008, Stany Zjednoczone);
- Provincetown Film Festival (2008, Stany Zjednoczone);
- San Francisco International LGBT Film Festival (2008, Stany Zjednoczone);
- Budapest Lesbian and Gay Film Festival (2008, Węgry);
- Hamburg International Queer Film Festival (2008, Niemcy);
- QFest (2009, Stany Zjednoczone).

### Kontrowersje
Śniadanie ze Scotem przyciągnęło znaczną uwagę prasy w 2006, kiedy zarządcy National Hockey League i Toronto Maple Leafs ogłosili, że wyrażają zgodę na wykorzystanie w filmie swoich logo oraz zespołowych uniformów. Projekt zyskał miano pierwszego filmu o tematyce gejowskiej, który otrzymał tego typu zezwolenie od profesjonalnej ligi sportowej.

## Nagrody i wyróżnienia
Kanadyjska Gildia Reżyserów przyznała filmowi statuetkę DGC Team w kategorii familijny film kinowy w 2008 roku. W trakcie Hamburg International Queer Film Festival w październiku 2008, film został wyróżniony nagrodą Globula, przyznawaną najlepszemu z zaprezentowanych podczas festiwalu dzieł. Jeszcze w 2008 obraz oraz odtwórcę tytułowej roli Scota, Noah Bernetta, nominowano do Nagrody Młodych Artystów.